# Wilcza (województwo dolnośląskie)

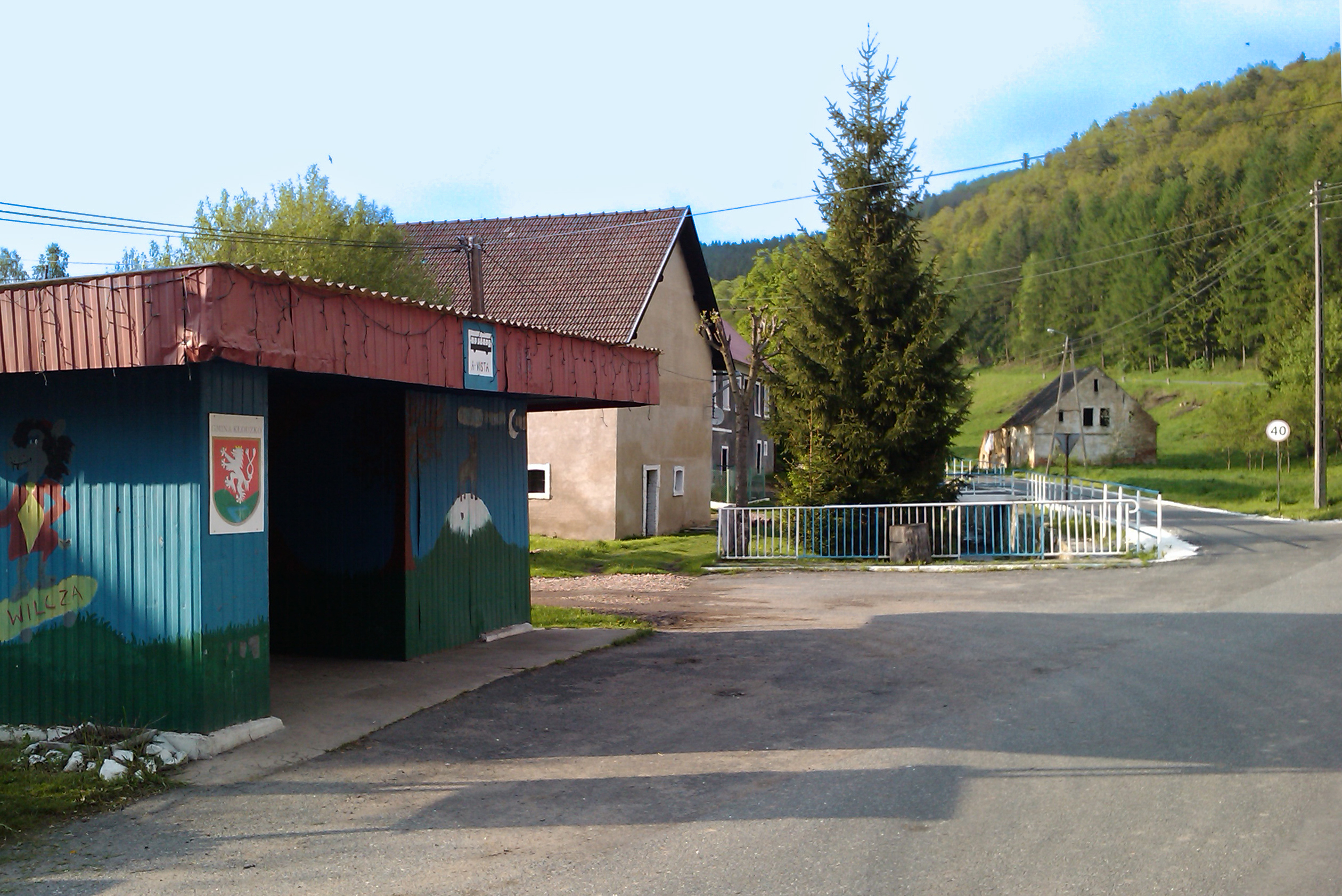
Przystanek autobusowy w Wilczej

Wilcza (niem. Wiltsch) – wieś w Polsce położona w województwie dolnośląskim, w powiecie kłodzkim, w gminie Kłodzko.

## Położenie
Wilcza to wieś łańcuchowa o długości około 2 km, leżąca w Sudetach w kotlinie Grzbietu Zachodniego Gór Bardzkich, nad potokiem Wilcza, na wysokości około 400–490 m n.p.m. Położona w dolinie miejscowość otoczona jest od wschodu przez Grzbiet Zachodni, w skład którego wchodzi Wilcza Równina, Przełęcz Wilcza oraz Wilczak. Od zachodu osłania ją boczne ramię Grzbietu Zachodniego z Wilczą Górą, Słupem i Widałkiem. Dolina Wilczy zaliczana jest do najbardziej malowniczych dolin w Sudetach.

## Podział administracyjny
W latach 1975–1998 miejscowość należała administracyjnie do województwa wałbrzyskiego.

## Nazwa
Według niemieckiego językoznawcy Heinricha Adamy’ego nazwa miejscowości wywodzi się od polskiej nazwy drapieżnika wilka. W swoim dziele o nazwach miejscowości na Śląsku wydanym w 1888 roku we Wrocławiu wymienia on najwcześniejszą nazwę wsi jako Wilcza podając jej znaczenie "Wolfsdorf" czyli po polsku "Wieś wilków". Nazwa wsi została później fonetycznie zgermanizowana na Wiltsch i utraciła swoje pierwotne znaczenie.

## Historia
Pierwsza wzmianka o Wilczej pochodzi z roku 1304. W roku 1410 było tu wolne sędziostwo, pozostała część miejscowości często zmieniała właścicieli. W 1825 roku były tu 34 budynki, w 1840 roku nadal istniało wolne sędziostwo, poza tym był funkcjonował młyn wodny i gorzelnia. W 1887 roku w miejscowości powstała szkoła. Populacja wsi nigdy nie była liczna. W latach 1910–1933 zamieszkiwało ją niewiele ponad 200 osób. W 1978 roku było tu 26 gospodarstw rolnych, w 1988 roku ich liczba zmniejszyła się do 14.

## Współczesność
W roku 1988 Wilcza liczyła 120 mieszkańców. Większość gospodarstw utrzymuje się z rolnictwa oraz pracy w okolicznych lasach. Część osób dojeżdża do pracy w innych miejscowościach – głównie do Kłodzka i Barda. Wieś nie posiada własnego kościoła, a jej mieszkańcy przynależą do parafii w oddalonym o około 3 km Wojborzu. Na terenie Wilczej nie ma zaplecza handlowo-usługowego. Lokalna szkoła podstawowa została zlikwidowana na początku lat 70. XX wieku. Najbliższa znajduje się sąsiednim Wojborzu.

## Rekreacja
Ze względu na swoje położenie wieś została doceniona jako miejsce o znaczeniu rekreacyjnym i turystycznym. Część budynków została wykupiona przez przyjezdnych, głównie z Wrocławia, z przeznaczeniem na domy letniskowe. Swój dom w Wilczej ma m.in. Bogusław Litwiniec, współtwórca wrocławskiego Teatru „Kalambur”.

Wilcza jest dobrym punktem wypadowym do pobliskich rezerwatów: Rezerwat przyrody Cisowa Góra i Rezerwat przyrody Cisy.